# 88e régiment de chars lourds de la Garde
« 51e régiment indépendant de chars » et « 74e régiment de chars de la Garde » redirigent ici. Pour les unités homonymes, voir 88e régiment, 51e régiment et 74e régiment.
Le 88e régiment de chars lourds de la Garde (russe : 88-й гвардейский тяжелый танковый полк) est une unité militaire de l'Armée rouge pendant la Seconde Guerre mondiale. Créé en 1942 sous le nom de 51e régiment de chars, il est transformé en unité de la Garde en 1944. Après-guerre, il continue d'exister comme 74e régiment de chars et d'automoteurs de la Garde, puis 74e régiment de chars de la Garde, au sein de la 94e division de fusiliers motorisés de la Garde. Devenu une unité de l'Armée de terre russe en 1992, le 74e régiment de chars de la Garde est dissous en 2009.

## Historique
Le régiment est créé en novembre-décembre 1942 dans la région de Saratov comme 51e régiment indépendant de chars, à partir de la 12e brigade de chars. À l'issue de sa formation, le régiment compte 23 T-34 et 16 chars légers T-70. Traversant la Volga le 24 décembre, il participe à la contre-offensive de la 28e armée autour de Stalingrad jusqu'en janvier 1943, aux côtés de la 6e brigade de chars de la Garde (ru) (à laquelle le régiment cède d'ailleurs la totalité de ses chars). Le régiment participe ensuite à la reprise (ru) de la péninsule de Taman (octobre 1943), à l'offensive de Pskov-Ostrov (juillet 1944) puis à la reconquête des pays baltes dans les mois qui suivent. Décoré de l'ordre du Drapeau rouge le 9 août 1944 pour la libération d'Ostrov, le régiment reçoit le titre honorifique Valginski (russe : Валгинский) après la libération de la ville estonienne de Valga en octobre 1944 puis, le 31 octobre, l'ordre de Souvorov, 3e classe, pour la libération de Riga.
Le 18 novembre 1944, le régiment est renommé 88e régiment de chars lourds de la Garde et rééquipé de chars lourds JS-2. En janvier 1945, dans le cadre de l'offensive Vistule-Oder, le régiment est engagé en direction de Varsovie et Poznań ,. Le 19 février 1945, il reçoit l'ordre de Koutouzov, 3e classe parmi les unités récompensées pour la percée au sud de Varsovie et l'ordre de Bogdan Khmelnitski, 2e classe, parmi celles récompensées pour la prise de Sochaczew, Skierniewice et Łowicz.  Le régiment participe ensuite à l'offensive de Poméranie orientale (février-avril) et enfin à l'offensive de Berlin (avril-mai). Le 11 juin, le régiment reçoit l'ordre de Lénine pour sa participation à cette dernière bataille.
Le 12 juillet 1945, le régiment forme, avec le 397e régiment d'artillerie automotrice lourde de la Garde, le 74e régiment de chars et d'automoteurs lourds de la 1re division de chars de la Garde ,,, en garnison à Neuruppin. La 1re division de chars de la Garde est dissoute en février 1947 et le régiment devient le régiment de chars et d'automoteurs de la 94e division de fusiliers de la Garde,, à Schwerin,. En 1957, la 94e division de fusiliers de la Garde est transformée en 94e division de fusiliers motorisés de la Garde et le régiment est transformé en 74e régiment de chars. En 1990, le régiment, toujours à Schwerin, compte 108 T-64, trois BMP-2, trois BMP-1, deux BRM-1K, dix-huit 2S1 Gvozdika, trois BMP-1KCh, deux PRP-3/4, trois RKhM (véhicules de défense NRBC), deux R-145BM, deux PU-12, trois MT-55A et un MT-LBT.
En septembre 1993, la 94e division est dissoute et réduite à la taille d'une brigade et le 74e régiment de chars de la Garde rejoint la 85e division de fusiliers motorisés à Novossibirsk,. Cette division est à son tour réduite à une brigade en 2009 et le régiment dissous.